# Markus Rosenberg
Nils Markus Rosenberg, född 27 september 1982 i Malmö, är en svensk före detta fotbollsspelare som sist spelade för Malmö FF. Rosenberg var även lagkapten i klubben.
Rosenberg började spela fotboll i Malmö FF och gjorde allsvensk debut 2001. Rosenberg fick sitt stora genombrott under säsongen 2004 då han blev skyttekung i Allsvenskan med 14 gjorda mål för Halmstads BK. Sommaren 2005 gick Rosenberg till nederländska Ajax, som den dittills näst dyraste övergången i svensk fotboll. Under sina 1,5 år i klubben var han med och vann både KNVB Cup och Johan Cruijff Schaal. Mellan 2007 och 2012 spelade Rosenberg för tyska Werder Bremen, där han var med och vann DFB-Pokal samt var med om två andraplatser i Bundesliga och en andraplats i Uefacupen. Därefter har Rosenberg varit ett år på lån i spanska Racing Santander och spelat för engelska West Bromwich Albion. 2014 återvände han till Malmö FF, där det blivit tre SM-guld.
Rosenberg debuterade i Sveriges U21-landslag 2002. Han var med i Sveriges trupp vid U21-EM 2004. Rosenberg debuterade i seniorlandslaget 2005. Han var uttagen i Sveriges trupp vid VM 2006 i Tyskland, EM 2008 i Schweiz och Österrike samt EM 2012 i Polen och Ukraina.

## Biografi
Markus Rosenberg är född i Malmö. Som ung flyttade han runt mycket med sin familj i Malmö med omnejd (pappa Paul, egenföretagande försäljare, mamma Marie och yngre syskonen Patrik och Linda). Rosenberg gick på Geijerskolan under lågstadiet, Munkhätteskolan under årskurs 4–5 och Tångvallaskolan årskurs 6–9. Därefter studerade Rosenberg på fotbollsgymnasiet på Malmö Borgarskola, där han fick stipendium som bäste elev.

## Klubbkarriär

### Tidiga år
Markus Rosenberg började redan som femåring 1987 spela fotboll i allsvenska Malmö FF:s fotbollsskola. Under två år, som 10–12-åring, förlorade inte hans lag en enda match.
Som juniorspelare spelade Rosenberg som högerback fram till 16 års ålder då han fick prova på rollen som anfallare i JSM-finalen för 16-åringar i Jönköping 1998. Positionsändringen blev lyckad och säsongen 2000 gjorde Rosenberg 26 mål i Juniorallsvenskan. I juniorlaget fick han även smeknamnet "Sillen", för att han var så liten och kvick.

### Malmö FF

#### 2001: Debut i A-laget och första målen
Efter den imponerande målstatistiken i juniorlaget blev Rosenberg under säsongen 2001 uppflyttad i A-laget av tränaren Michael Andersson. Rosenberg spelade två träningsmatcher som startspelare under försäsongen och gjorde därefter sin tävlingsdebut den 4 april 2001 i en match mot Helsingborgs Södra i Svenska cupen. Han blev inbytt i den 70:e minuten mot Mats Lilienberg och gjorde det avgörande målet i straffsparksläggningen vilket tog MFF vidare i cupen. Fem dagar senare gjorde Rosenberg sin allsvenska debut som inhoppare i premiären av säsongen 2001 mot AIK, en match som MFF vann med 2–0 efter två mål av Zlatan Ibrahimović.
Rosenberg spelade sin första allsvenska match från start den 27 maj 2001 mot Hammarby IF. Han gjorde sitt första allsvenska mål den 2 juli 2001 i en 2–0-vinst över GIF Sundsvall. I augusti 2001 skrev Rosenberg på ett treårigt A-lagskontrakt med Malmö FF. Han missade ett antal matcher under hösten på grund av problem med en ryggskada. Totalt spelade Rosenberg 13 ligamatcher och gjorde ett mål samt två cupmatcher under säsongen 2001. Detta trots konkurrens i laget av de etablerade anfallarna Mats Lilienberg, Niklas Skoog och Peter Ijeh.

#### 2002: Knapert med speltid i A-laget, succé i B-laget
Rosenberg fick under försäsongen 2002 gott om speltid och gjorde bland annat debut i U21-landslaget. Under säsongen fick han dock mest vara avbytare i konkurrens med Peter Ijeh och Niklas Skoog och det blev knapert med speltid. Rosenberg fick vänta fram till den 22 oktober 2002 mot IF Elfsborg för att göra säsongens första ligamatch som startspelare. Totalt spelade han 11 ligamatcher och två cupmatcher (främst som inhoppare), men lyckades inte göra något mål i A-laget under säsongen då MFF tog silver i Allsvenskan.
Desto bättre gick det för Rosenberg i B-laget, där han gjorde 23 mål på lika många matcher och var med om att vinna serien.

#### 2003: Blandat med speltid och några mål
Inför säsongen 2003 skadade Peter Ijeh sig vilket gav Rosenberg en chans i startelvan. Under försäsongen gjorde han sex mål på 10 träningsmatcher, med bland annat två mål mot FC Köpenhamn. Han gjorde därefter ett mål i premiären av Allsvenskan 2003 mot Örebro SK (2–0-vinst) den 7 april 2003. Den 29 maj 2003 gjorde Rosenberg två mål i 4–0-vinst över IFK Luleå i Svenska cupen. Han började säsongen som startspelare, men efter att endast gjort två mål på första nio ligamatcherna förpassades Rosenberg till avbytarbänken.
Totalt spelade Rosenberg 16 ligamatcher och gjorde tre ligamål under säsongen. Han spelade även tre matcher i Svenska cupen och gjorde två mål samt två matcher i Uefacupen under säsongen 2003.

#### 2004: Lån till Halmstads BK, skyttekung i Allsvenskan
Den 30 november 2003 skrev Rosenberg på ett nytt treårskontrakt med Malmö FF och blev samtidigt utlånad till Halmstads BK på ett låneavtal över säsongen 2004. Han gjorde sin allsvenska debut och första mål för Halmstads BK den 5 april 2004 i en 5–2-vinst över Örebro SK. Utlåningen blev en succé för Rosenberg som vann den allsvenska skytteligan med 14 mål i det HBK som var på vippen att snuva tungt favorittippade Malmö FF på seriesegern. Han gjorde dessutom 10 assist och kom totalt upp i 24 poäng under säsongen.
Efter den lyckade säsongen blev Rosenberg nominerad till "Årets anfallare" på Fotbollsgalan 2004, ett pris som dock vanns av FC Barcelona-spelaren Henrik Larsson. Han avslutade sin tid i Halmstads BK med en 3–1-vinst över Malmö FF den 20 november 2004 i Royal League.

#### 2005: Comeback i Malmö FF
Den 1 december 2004 återvände Rosenberg till Malmö FF efter sin utlåning i Halmstads BK. Dagen efter spelade Rosenberg i en 1–4-förlust mot norska Brann i Royal League, där han gjorde mål redan efter tre minuter. I januari 2005 var Rosenberg med och vann Efes Pilsen Cup, där ryska Spartak Moskva besegrades i finalen med 2–1 efter golden goal. Rosenberg gjorde under februari 2005 mål i samtliga tre matcher i den första gruppspelsomgången av Royal League 2004/2005. Malmö FF gick vidare till andra gruppspelsomgången, där Rosenberg spelade två matcher i mars 2005; mot norska Rosenborg och danska FC Köpenhamn, där han i den senare matchen även gjorde matchens enda mål. Rosenberg gjorde mål även i de två avslutade matcherna i Royal League, men det hjälpte inte för Malmö FF:s del då de blev utslagna. Rosenberg slutade som skyttekung i den första upplagan av Royal League.
Inför säsongen 2005 tackade Rosenberg nej till ett mångmiljonkontrakt med ryska Lokomotiv Moskva. Rosenberg uttalade sig då att: "Jag skulle med sådan lön kunna försörja hela min familj i flera decennier. Samtidigt är inte allt pengar. Jag vill också känna att jag kommer till rätt land och rätt liga." Under säsongen bildade han senare ett slagkraftigt anfall tillsammans med Afonso Alves. På 12 ligamatcher gjorde Rosenberg totalt fyra mål och fem assister under säsongen.

### Ajax

#### Säsongen 2005/2006

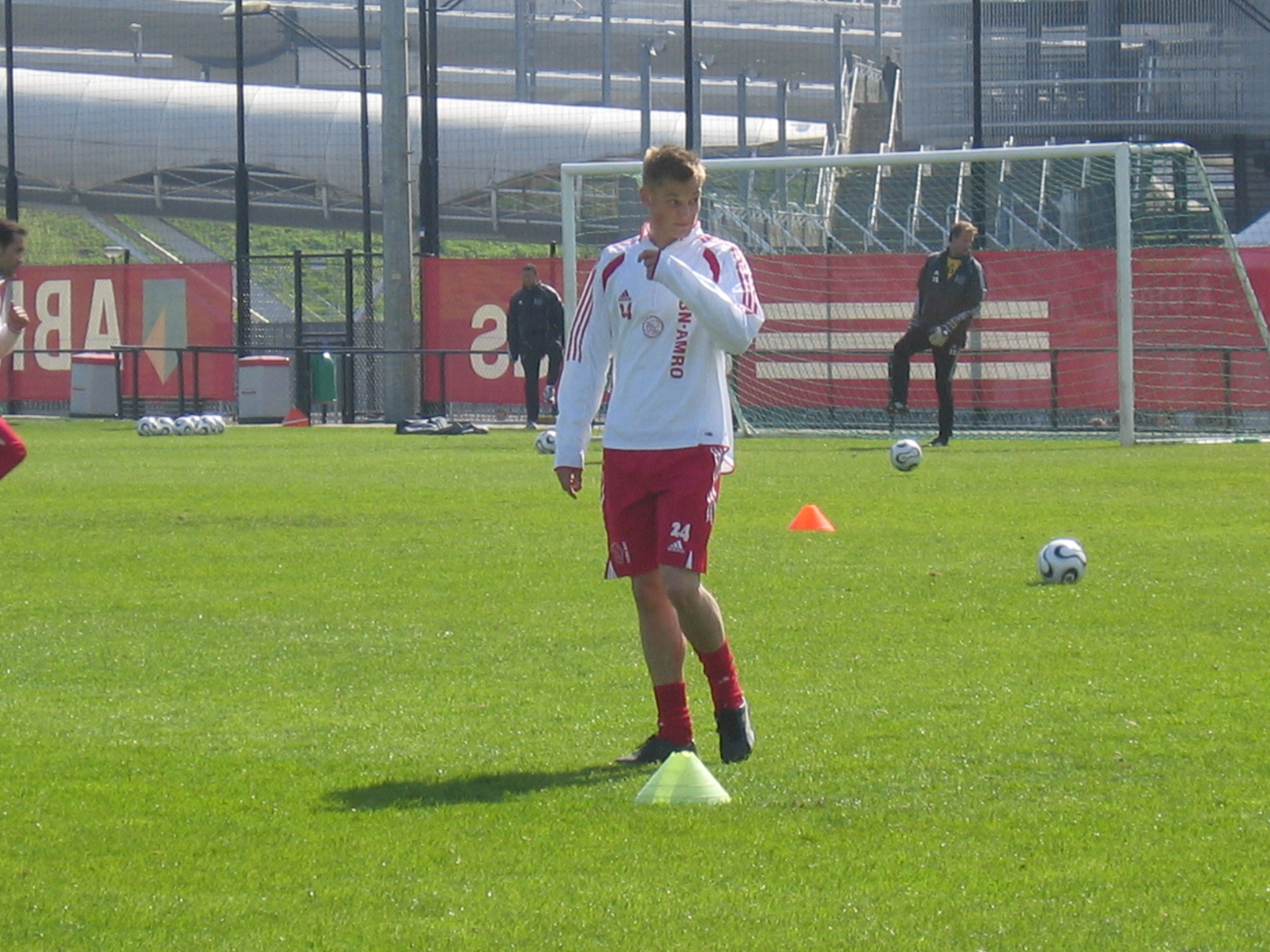
Rosenberg under en träning med Ajax den 28 april 2006.

Den 5 juni 2005 meddelade Malmö FF att de var muntligen överens med nederländska Ajax om en övergång för Rosenberg. Dagen efter bekräftade Ajax övergången och Rosenberg skrev på ett fyraårskontrakt. Övergångssumman låg på cirka 45 miljoner svenska kronor, vilket var den dittills näst dyraste övergången efter Zlatan Ibrahimović övergång till samma klubb 2001.
Den 10 augusti 2005 tävlingsdebuterade Rosenberg för Ajax och gjorde ett mål i en Champions League-kvalmatch mot Brøndby som slutade 2–2. Han ligadebuterade i Eredivisie den 20 augusti 2005 i en 2–0-vinst över RBC Roosendaal, där han själv gjorde 1–0-målet och sedan assisterade till 2–0-målet. På sin 23-årsdag, den 27 september 2005, gjorde Rosenberg ett mål som inhoppare i en 1–2-förlust mot Arsenal i Champions League.
Rosenberg spelade till en början som central anfallare i ett 4–3–3-system, men under säsongen 2005/2006 bytte Ajax till 4–4–2 vilket passade hans spelstil bättre. Efter att Klaas-Jan Huntelaar värvats under vinteruppehållet flyttades han dock ut till vänsterkanten då klubben bytte tillbaka till 4–3–3-systemet. Totalt spelade Rosenberg 43 matcher och gjorde 14 mål under säsongen 2005/2006, varav 31 ligamatcher och 12 ligamål, fyra matcher i KNVB Cup, samt åtta matcher och två mål i Champions League. Han var dessutom med om att vinna holländska cupen under säsongen.

#### Säsongen 2006/2007
Inför säsongen 2006/2007 bytte Ajax tränare från Danny Blind till Henk ten Cate. Han fick direkt en spänd relation med tränaren, vilket resulterade i dåligt med speltid under säsongen 2006/2007. Totalt spelade Rosenberg 15 matcher och gjorde fem mål, varav nio ligamatcher, en match och två mål i KNVB Cup, två Champions League-matcher, samt tre matcher och tre mål i Uefacupen. Samtliga tre mål i Uefacupen gjorde han i ett dubbelmöte mot norska IK Start.

### Werder Bremen

#### Säsongen 2006/2007

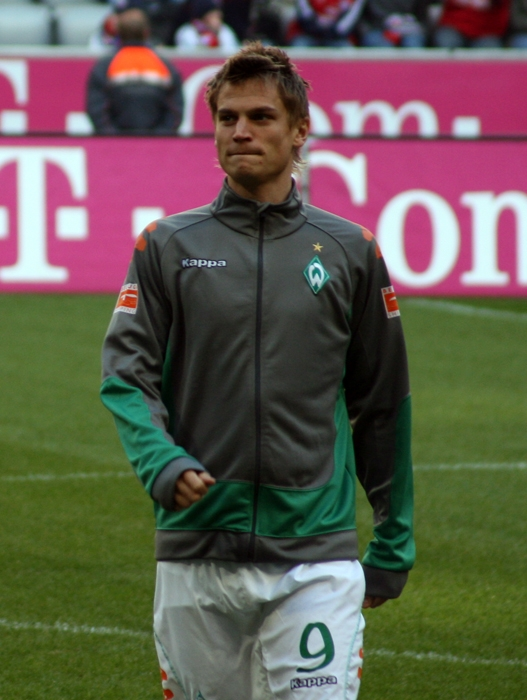
Rosenberg spelandes för Werder Bremen i en match mot Bayern München den 3 juli 2007.

Den 26 januari 2007 värvades Rosenberg av den tyska toppklubben Werder Bremen, där han skrev på ett 4,5-årskontrakt. Två dagar senare gjorde Rosenberg sin Bundesliga-debut i en 3–0-vinst över Hannover 96, där han blev inbytt i den 83:e minuten mot Diego. Rosenberg spelade sin första match från start den 17 februari 2007 i en 0–2-förlust mot Hamburger SV. Den 11 mars 2007 gjorde Rosenberg sitt första mål för Werder Bremen i en 1–1-match mot Bayern München, där han blev inbytt i den 61:a minuten och fem minuter senare nickade in det avgörande 1–1-målet. Den 8 april 2007 gjorde Rosenberg återigen mål fem minuter efter att han blivit inbytt, denna gång genom en klackspark i mötet med Nürnberg.
Den 6 maj 2007 gjorde Rosenberg ett hattrick i en 4–1-vinst över Hertha Berlin. I säsongsavslutningen den 19 maj 2007 gjorde han båda målen som inhoppare i en 2–0-vinst över Wolfsburg. Totalt gjorde Rosenberg åtta mål på fjorton matcher för Werder Bremen under säsongen 2006/2007, där han främst fick agera inhoppare. Rosenberg spelade även två matcher för reservlaget Werder Bremen II i Regionalliga.

#### Säsongen 2007/2008
Säsongen 2007/2008 började tungt för Rosenberg som endast gjorde tre mål på åtta försäsongsmatcher, varav samtliga mål var mot amatörmotstånd. Tränaren Thomas Schaaf gick ut i media och berättade att han inte var nöjd med Rosenbergs prestationer under försäsongen, och under starten av Bundesliga 2007/2008 fick han dåligt med speltid. Rosenberg gjorde sitt första ligamål för säsongen den 29 september 2007 i en 8–1-vinst över Arminia Bielefeld. Den 20 oktober 2007 gjorde han mål ett par minuter efter att ha blivit inbytt i en 3–2-vinst över Hertha Berlin.
Efterhand som säsongen gick, desto bättre gick det för Rosenberg som den 28 november 2007 gjorde sitt första Champions League-mål för Werder Bremen i en 3–2-vinst över Real Madrid. Den 8 december 2007 gjorde han två mål och fixade en straff, men Werder Bremen förlorade trots detta med 4–3 mot Hannover 96. Den 1 mars 2008 gjorde "Rosi" som han kallas i Tyskland, båda målen i en 2–0-vinst över Borussia Dortmund. Rosenbergs målproduktion fortsatte under våren 2008 och han kom upp i 14 gjorda mål på 30 ligamatcher, vilket resulterade i en delad fjärdeplats i skytteligan med Ivica Olić. Han spelade under säsongen 2007/2008 även tre matcher och gjorde ett mål i DFB-Pokal, en match i ligacupen, sju matcher och gjorde ett mål i Champions League samt fyra matcher i Uefacupen.

#### Säsongen 2008/2009
Rosenberg började säsongen 2008/2009 med att göra fyra mål i en 9–3-vinst över Eintracht Nordhorn i DFB-Pokal den 9 augusti 2008. Det blev en lyckad start för Rosenberg i Bundesliga 2008/2009, där han gjorde två mål i premiärmatchen mot Arminia Bielefeld. Den 20 september 2008 gjorde Rosenberg ytterligare två mål i en 5–2-vinst över Bayern München.
Werder Bremen var denna säsong direktkvalificerade till Champions League tack vare sin andraplats i Bundesliga föregående säsong. Klubben slutade trea i Grupp B efter att besegrat Inter i den avslutade gruppspelsmatchen, där Rosenberg stod för ett mål. Tredjeplatsen ledde till fortsatt Europaspel i Uefacupen. Werder Bremen tog sig hela vägen till finalen mot Sjachtar Donetsk, där Rosenberg spelade från start i en match som slutade med en 1–2-förlust efter förlängning.
Totalt spelade Rosenberg 29 ligamatcher och gjorde sju ligamål, fem matcher och fem mål i DFB-Pokal, sex matcher och ett mål i Champions League samt sju matcher i Uefacupen under säsongen 2008/2009. Han blev dessutom cupmästare efter en 1–0-vinst över Bayer Leverkusen i finalen på Berlins Olympiastadion.

#### Säsongen 2009/2010

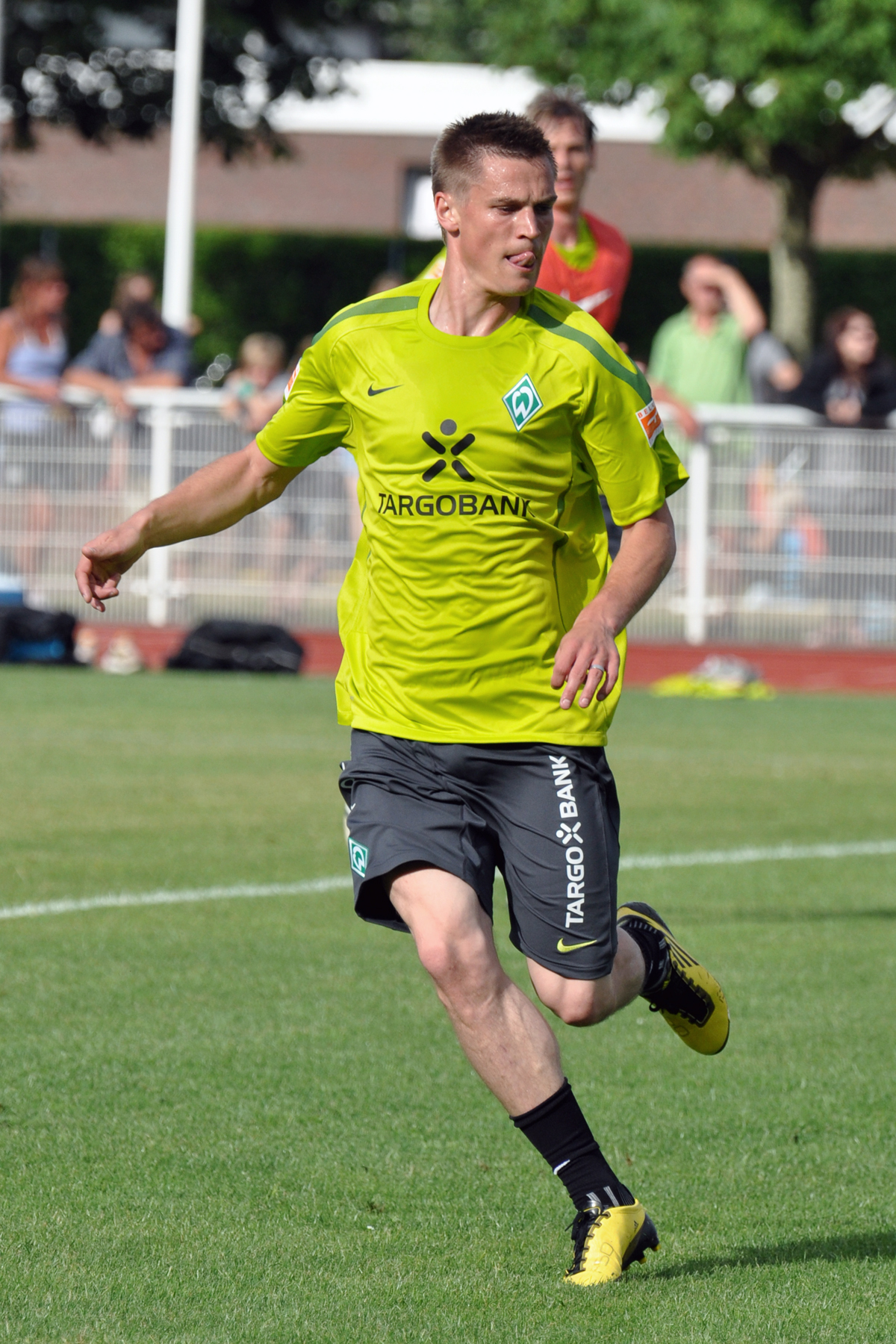
Rosenberg spelandes för Werder Bremen den 8 juli 2010.

Rosenberg missade hela försäsongen samt de inledande matcherna i Bundesliga 2009/2010 på grund av en knäskada. Han spelade sin första match för säsongen den 20 september 2009 mot Bayer Leverkusen. Rosenberg gjorde sitt första mål för säsongen den 21 november 2009 i en 6–0-vinst över Freiburg. Den 3 december 2009 gjorde han två mål i en 4–1-vinst över Nacional i Europa League 2009/2010. Tretton dagar senare gjorde Rosenberg ytterligare ett mål i Europa League, denna gång i en 3–0-vinst över Athletic Bilbao.
Det blev ingen lyckad säsong för Rosenberg som hade svårt att ta en plats i startelvan. Han spelade totalt 17 ligamatcher, varav endast tre från start och gjorde ett mål. Rosenberg spelade även match i DFB-Pokal samt gjorde tre mål på sex matcher i Europa League under säsongen 2009/2010.

#### Racing Santander (lån)
Den 31 augusti 2010 förlängde Rosenberg sitt kontrakt i Werder Bremen fram till 2012 och blev samtidigt utlånad till spanska Racing Santander på ett låneavtal över säsongen 2010/2011. Den 11 september 2010 gjorde han sin La Liga-debut i en 0–1-förlust mot Valencia. Den 26 september 2010 blev Rosenberg utvisad, efter att ha fått två gula kort i en 0–1-förlust mot Getafe.
Den 23 oktober 2010 gjorde Rosenberg sitt första mål i en 1–6-förlust mot Real Madrid. Åtta dagar senare gjorde han två mål i en 4–1-vinst över Osasuna. Rosenberg fortsatte sin målproduktion och kom upp i totalt nio gjorda mål på 33 ligamatcher under säsongen 2010/2011. Han spelade även två matcher i Copa del Rey under säsongen.

#### Säsongen 2011/2012
Inför säsongen 2011/2012 återvände Rosenberg till Werder Bremen. Han gjorde sitt första mål och tävlingsmatch för säsongen den 30 juli 2011 i en 1–2-förlust mot Heidenheim i DFB-Pokal. I premiären av Bundesliga 2011/2012 gjorde Rosenberg båda målen i en 2–0-vinst över Kaiserslautern.
Han spelade totalt 33 ligamatcher och gjorde 10 mål samt en match i DFB-Pokal under säsongen 2011/2012. I maj 2012 blev det klart att Rosenberg inte fick förlängt kontrakt i Werder Bremen och att han skulle lämna klubben efter säsongen.

### West Bromwich Albion
Den 7 augusti 2012 värvades Rosenberg av engelska West Bromwich Albion, där han skrev på ett treårskontrakt. Rosenberg debuterade i Premier League den 25 augusti 2012 i en 1–1-match mot Tottenham Hotspur. Han spelade 24 ligamatcher under säsongen 2012/2013, varav endast fem matcher var från start. Rosenberg spelade även tre cupmatcher, men slutade säsongen utan att göra något mål.
Säsongen 2013/2014 spelade Rosenberg endast fyra ligamatcher och två cupmatcher. Efter att ha fått dåligt med speltid under säsongen kom Rosenberg och West Bromwich Albion överens den 1 februari 2014 om att bryta kontraktet.

### Återkomst i Malmö FF

#### Säsongen 2014

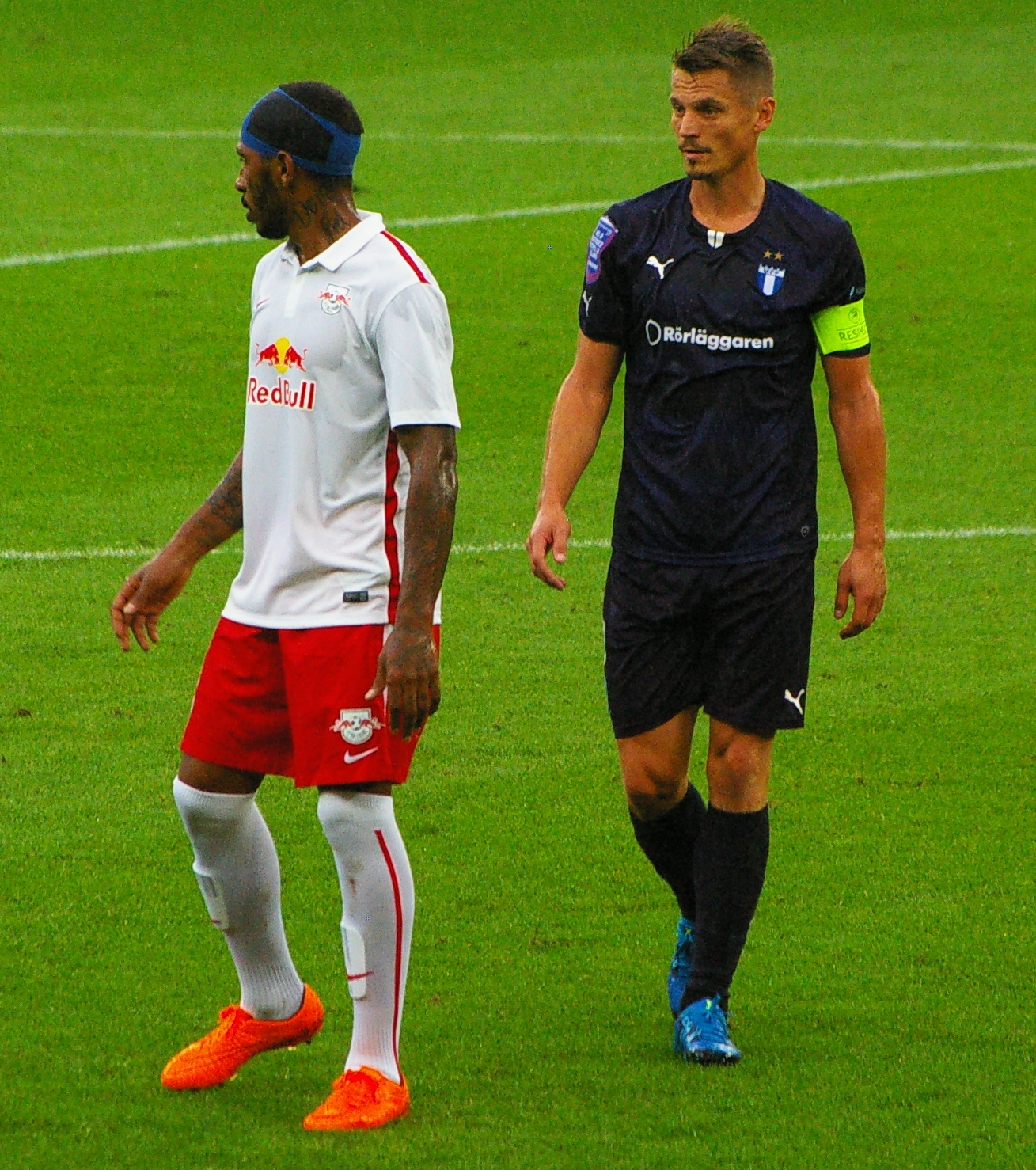
Rosenberg i en Champions League-kvalmatch mot Red Bull Salzburg 2015.

Den 1 februari 2014 meddelade Malmö FF att Rosenberg var på väg mot en återkomst och att han omgående skulle ansluta till klubbens träningsläger i Florida. Två dagar senare skrev han på ett treårskontrakt och blev officiellt klar för klubben. Den 5 februari 2014 gjorde Rosenberg sin comeback för MFF i en träningsmatch mot Columbus Crew. Den 1 mars 2014 gjorde Rosenberg sin första tävlingsmatch, en 7–1-vinst över Degerfors IF i Svenska cupen, där han dock blev utbytt i den 13:e minuten med skadekänning. 14 dagar senare gjorde han sitt första mål i en 3–2-vinst över Hammarby IF i gruppspelet av Svenska cupen 2013/2014.
 

Rosenberg gjorde sitt första ligamål den 7 april 2014 i en 3–0-vinst över IFK Göteborg. Sommaren 2014 råkade Guillermo Molins ut för en korsbandsskada och Rosenberg blev då utsedd till lagkapten. I samband med detta sa tränaren Åge Hareide: 
| ” | Markus är en bra ersättare med sin stora internationella erfarenhet. Han är en naturlig ledare och en genuin Malmökille som har gjort väldigt bra ifrån sig efter återkomsten till Malmö FF, inte bara på plan utan även i gruppen. | „ |
| – | |   |

Den 6 augusti 2014 gjorde Rosenberg båda målen i en Champions League-match mot Sparta Prag som slutade 2–0 och som ledde till att MFF gick vidare till playoff-omgången efter totalt 4–4 i dubbelmötet (vinst enligt bortamålsregeln). I playoff-omgången gjorde Rosenberg två mål i en 3–0-vinst över österrikiska Red Bull Salzburg, vilket tog Malmö FF vidare till Champions Leagues gruppspel som första svenska lag på 14 år. Den 1 oktober 2014 gjorde han båda målen i Malmö FF:s första gruppspelsvinst mot grekiska Olympiakos.
Rosenbergs framgångsrika säsong slutade med ett SM-guld, en fjärdeplats i skytteligan på 15 gjorda mål samt en vinst i assistligan med 14 assist. Under säsongen 2014 spelade Rosenberg totalt 44 tävlingsmatcher och gjorde 24 mål, varav 28 ligamatcher och 15 mål, fyra Svenska cupen-matcher och två mål samt 12 Champions League-matcher och sju mål. Han blev även nominerad till "Årets anfallare" på Fotbollsgalan 2014 samt utsedd till "Årets anfallare i Allsvenskan" och "Årets mest värdefulla spelare i Allsvenskan".

#### Säsongen 2015

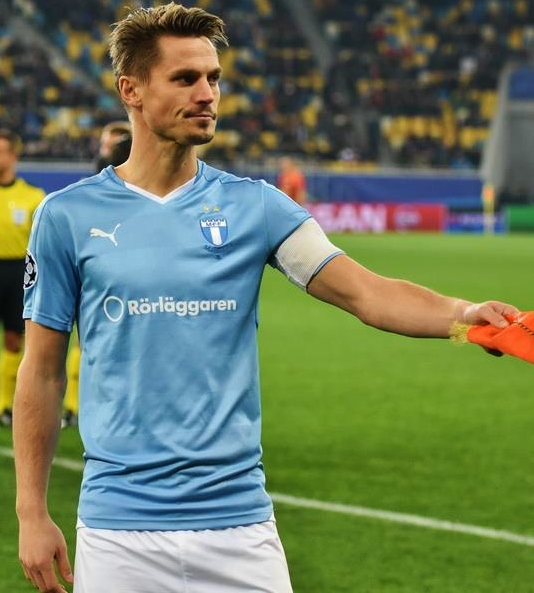
Rosenberg inför en Champions League-match mot Sjachtar Donetsk den 4 november 2015.

I februari 2015 blev det klart att Rosenberg fick fortsatt förtroende som lagkapten i Malmö FF. I premiären av Allsvenskan 2015 den 6 april gjorde han ett mål i en 4–1-vinst över GIF Sundsvall. Under försäsongen hade Rosenberg ryktats till andra klubbar, men den 10 april 2015 valde han att förlänga sitt kontrakt i klubben fram över säsongen 2017. Första halvan av säsongen 2015 blev inte lika lyckad som föregående säsong för Rosenberg som endast lyckades göra tre mål på 15 ligamatcher.
Den 5 augusti 2015 gjorde Rosenberg ett mål i en 3–0-vinst över Red Bull Salzburg i den tredje kvalomgången av Champions League 2015/2016. Malmö FF gick vidare med totalt 3–2 i dubbelmötet och slog ut Salzburg för andra året i rad. Den 25 augusti 2015 spelade Rosenberg en huvudroll i Malmö FF:s hemmamatch mot Celtic, där de vann med 2–0 (aggregerat 4–3) och där han gjorde matchens första mål med en nick på en hörna. Malmö FF kvalificerade sig därmed för gruppspel i Champions League för andra året i rad.
Rosenberg spelade under säsongen 2015 totalt 42 tävlingsmatcher och gjorde 16 mål, varav 28 ligamatcher och 11 mål, fyra Svenska cupen-matcher och två mål samt 10 matcher och tre mål i Champions League.

#### Säsongen 2016
Den 19 mars 2016 gjorde Rosenberg sina två första mål för säsongen i en 3–2-vinst över Kalmar FF i semifinalen av Svenska cupen 2015/2016. Säsongens första allsvenska mål gjorde Rosenberg den 18 april 2016 i en 1–0-vinst över IF Elfsborg. I finalen av Svenska cupen mot BK Häcken gjorde han också ett mål, vilket dock inte räckte till vinst då Malmö FF förlorade efter straffsparksläggning.
I rivalmötet med IFK Göteborg den 12 september 2016 gjorde Rosenberg två mål i vad som slutade med en 3–1-vinst för Malmö FF. Klubben blev svenska mästare under säsongen och i den avslutande matchen mot Hammarby IF (3–0-vinst) gjorde Rosenberg återigen två mål. Han spelade under säsongen 2016 totalt 28 tävlingsmatcher och gjorde 11 mål, varav 22 ligamatcher och åtta mål samt sex cupmatcher och tre mål.

#### Säsongen 2017
Rosenberg gjorde sitt första mål för säsongen den 11 april 2017 i en 2–0-vinst över GIF Sundsvall. Under maj månad gjorde han tre mål i matcherna mot Örebro SK, Östersunds FK och IFK Norrköping. Den 18 juli 2017 gjorde Rosenberg ett mål mot makedonska Vardar i den andra kvalomgången till Champions League 2017/2018, där MFF dock blev utslagna.
Den 8 september 2017 förlängde Rosenberg sitt kontrakt med Malmö FF fram över säsongen 2018. Totalt spelade han 24 ligamatcher och gjorde sju mål samt en Champions League-match och ett mål under säsongen 2017. Malmö FF vann Allsvenskan 2017 och Rosenberg tog sitt tredje SM-guld med klubben sedan sin återkomst 2014.

#### Säsongen 2018
Den 18 februari 2018 gjorde Rosenberg matchens enda mål i en 1–0-vinst över Dalkurd FF i den första gruppspelsmatchen i Svenska cupen 2017/2018. Den 6 mars 2018 gjorde han sitt 100:e (och 101:a) mål för Malmö FF i en träningsmatch mot danska FC Nordsjælland. Den 23 april 2018 gjorde Rosenberg två mål i en 3–1-vinst över IF Brommapojkarna. Den 7 juli 2018 blev han återigen tvåmålsskytt, denna gång i en 4–0-vinst över IK Sirius.
Den 23 augusti 2018 gjorde Rosenberg ett mål i det första mötet mot danska FC Midtjylland i playoff-omgången i Europa League 2018/2019. Sju dagar senare gjorde han även mål i det andra mötet med danskarna vilket hjälpte Malmö FF vidare till gruppspelet i Europa League efter vinst med sammanlagt 4–2.
Efter att ha övervägt att lägga av under hela 2018 förlängde Rosenberg till slut sitt kontrakt i september 2018 fram över säsongen 2019. Totalt spelade han 27 ligamatcher och gjorde 13 mål, sex Svenska cupen-matcher och två mål, fem Champions League-matcher och ett mål samt åtta Europa League-matcher och tre mål under säsongen 2018.

#### Säsongen 2019

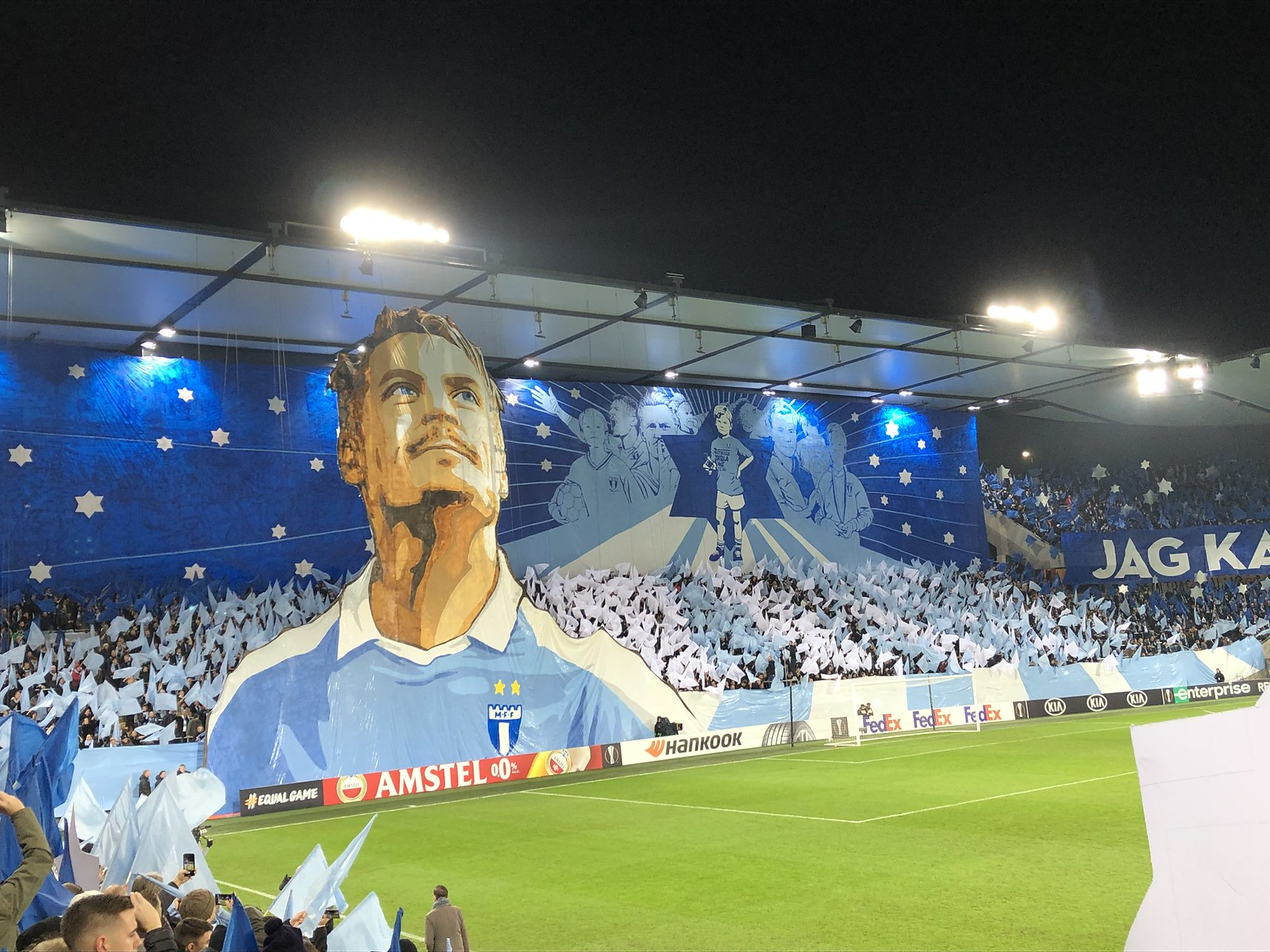
Del av MFF-klackens tifo inför Rosenbergs sista hemmamatch den 28 november 2019.

Den 5 maj 2019 gjorde Rosenberg två mål i en 2–1-vinst över Falkenbergs FF. Även i följande match mot IF Elfsborg gjorde han två mål. Den 11 juli 2019 gjorde Rosenberg ett hattrick i en 7–0-vinst över nordirländska Ballymena United i Europa League.
Den 1 september 2019 gjorde Rosenberg två mål i en 5–0-vinst över Kalmar FF, varav ett på straff. Det speciella med straffmålet var att Malmö FF dessförinnan under säsongen missat sex raka straffar. Han avslutade sin allsvenska karriär den 2 november 2019 med att göra två mål i en 5–0-vinst över Örebro SK.
Den 28 november 2019 spelade Rosenberg sin sista hemmamatch på Stadion mot ukrainska Dynamo Kiev. Inför matchen ställde Malmö FF:s spelare och ledare upp sig och gjorde honnörsvakt tillsammans med bland annat de tidigare lagkamraterna Jonas Olsson, Pontus Jansson och Frank Baumann samt tidigare tränaren Åge Hareide. Supportrarna hade även skapat ett stort tifo föreställande Rosenberg som hyllning till honom. Matchen i sig slutade med en 4–3-vinst för Malmö FF, där Rosenberg gjorde två mål varav ett var det avgörande 4–3-målet i den 96:e minuten.

## Landslagskarriär

### U21-landslaget
I februari 2002 blev Rosenberg för första gången uttagen i Sveriges U21-landslag av nye förbundskaptenen Torbjörn Nilsson. Den 13 februari 2002 debuterade Rosenberg i en 0–3-förlust mot Grekland, där han blev inbytt i den andra halvleken mot Lasse Nilsson. Ett år senare, den 30 april 2003, gör Rosenberg sin andra U21-landslagsmatch – en 5–1-vinst över Estland, där han blev inbytt i den 62:a minuten.
I maj 2004 blev Rosenberg uttagen i Sveriges trupp till U21-EM 2004. Han gjorde under turneringen sina två första landslagsmål i en 3–1-vinst över Schweiz den 2 juni 2004. I semifinalen mot Serbien och Montenegro gjorde Rosenberg ett mål i straffläggningen som dock slutade med en förlust för Sverige. I bronsmatchen mot Portugal blev Rosenberg inbytt i den 89:e minuten och kvitterade en minut senare till 2–2. Sverige förlorade dock matchen under förlängningen och slutade på fjärde plats i turneringen.
Totalt spelade Rosenberg nio matcher och gjorde tre mål för U21-landslaget.

### Seniorlandslaget

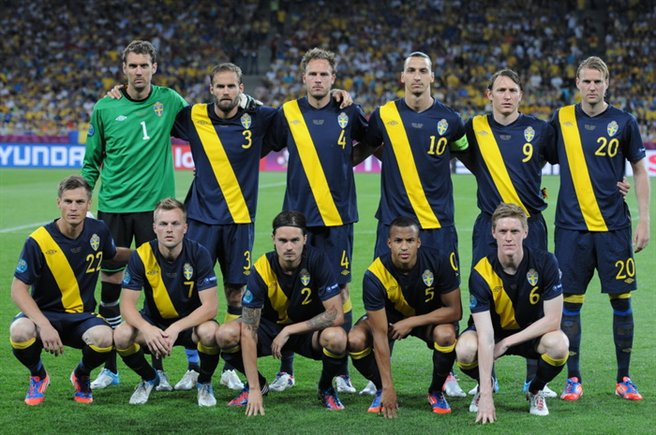
Rosenberg, längst ner till vänster, i en landslagstrupp mot Ukraina i EM 2012.

Rosenberg blev i december 2004, efter en lyckad säsong i Halmstads BK, uttagen i Sveriges landslag till januariturnén 2005 i USA. Den 22 januari 2005 debuterade Rosenberg i en 1–1-match mot Sydkorea, där han blev inbytt i den 72:a minuten mot George Mourad och 14 minuter senare gjorde Sveriges enda mål. Den 17 augusti 2005 gjorde Rosenberg sitt andra landslagsmål i en match mot Tjeckien, där han bildade anfallspar med Henrik Larsson. Rosenberg gjorde sitt tredje landslagsmål den 12 november 2005 i en träningslandskamp mot Sydkorea som slutade 2–2.
I maj 2006 blev Rosenberg uttagen i Sveriges trupp till VM 2006 i Tyskland. Sverige tog sig till åttondelsfinal där de blev utslagna efter en 0–2-förlust mot Tyskland. För Rosenbergs del blev det ingen speltid alls under turneringen. Den 6 september 2006 gjorde han sitt fjärde landslagsmål i en 3–1-vinst över Liechtenstein i kvalet till EM 2008.
I EM-kvalmatchen mellan Danmark och Sverige den 2 juni 2007 fick Rosenberg ett knytnävsslag i magen av Christian Poulsen i den 89:e minuten, vilket uppmärksammades av assisterande domaren. Poulsen tilldelades rött kort och huvuddomaren dömde straff till Sverige, vilket fick en dansk åskådare att hoppa in på planen och attackera huvuddomaren. Matchen avbröts och domaren tilldömde Sverige segern med 3–0.
I maj 2008 blev Rosenberg uttagen i Sveriges trupp till EM 2008 i Schweiz och Österrike. Det blev inte mycket speltid för Rosenberg i turneringen, då han endast fick göra två inhopp. Trots att Rosenberg tackat nej till fortsatt landslagsspel inför EM-kvalet, blev han i maj 2012 uttagen i Sveriges trupp till EM 2012 i Polen och Ukraina. Rosenberg spelade från start i premiären mot Ukraina den 11 juni 2012. Fyra dagar senare fick han även göra ett inhopp i en 2–3-förlust mot England.
Efter imponerande spel i Allsvenskan 2014 ville förbundskapten Erik Hamrén åter ta ut honom i landslaget. Rosenberg valde att tacka nej och avslutade samtidigt sin landslagskarriär för att fokusera på Malmö FF. Totalt spelade han 33 matcher och gjorde sex mål för seniorlandslaget mellan 2005 och 2012.

## Spelstil
Rosenberg beskrev sig själv som en spelare med bra teknik, snabb, hårdjobbande och en måltjuv i en intervju i Kvällsposten i augusti 2001. Han beskrevs följande år av tränaren Tom Prahl som en spelare med en obekväm spelstil för motståndaren och att han på plan skulle springa, hugga, jobba och dra sönder försvararna. Han beskrevs 2003 av lagkamraten Andreas Yngvesson som en stark djupledsspelare med ett bra tillslag och av Niklas Skoog som en otroligt målfarlig spelare som är bra man mot man.
Då Rosenberg kom till Halmstads BK 2004 beskrevs han av tränaren Janne Andersson som en allsidig, modern forward som är snabb och har ett bra avslut.
Rosenberg hade en tuff spelstil.

## Efter fotbollskarriären
Efter att ha avslutat sin fotbollskarriär efter säsongen 2019 började Rosenberg i början av 2020 som fotbollsagent för fotbollsagenturen Full Potential Agency tillsammans med Petter Andersson och fick tidigare Malmö FF-spelaren Laorent Shabani som sin första signatur till sin agentverksamhet. Han representerar även spelare som Melker Widell, Victor Eriksson, Jesper Karlström, Noah Persson, Axel Brönner, Fredrik Hammar, Casper Widell, Samuel Burakovsky, Erdal Rakip, Marcus Antonsson mfl. 
I juni 2018 öppnade Rosenberg upp "Padelcourt No 9", ett padelcenter i Höllviken. Han gjorde det i samarbete med den tidigare styrelseledamoten i Malmö FF, Erling Pålsson.

## Karriärstatistik

### Klubblag
| Klubb                  | Säsong             | Liga               | Liga    | Liga | Nationell cup | Nationell cup | Internationell cup | Internationell cup | Totalt  | Totalt | Ref                                       |
| Klubb                  | Säsong             | Division           | Matcher | Mål  | Matcher       | Mål           | Matcher            | Mål                | Matcher | Mål    | Ref                                       |
| ---------------------- | ------------------ | ------------------ | ------- | ---- | ------------- | ------------- | ------------------ | ------------------ | ------- | ------ | ----------------------------------------- |
| Malmö FF               | 2001               | Allsvenskan        | 13      | 1    | 2             | 0             | —                  | —                  | 15      | 1      | [ 19 ] [ 11 ] [ 20 ]                      |
| Malmö FF               | 2002               | Allsvenskan        | 11      | 0    | 2             | 0             | —                  | —                  | 13      | 0      | [ 19 ] [ 24 ] [ 25 ]                      |
| Malmö FF               | 2003               | Allsvenskan        | 16      | 3    | 3             | 2             | 2                  | 0                  | 21      | 5      | [ 19 ] [ 34 ] [ 36 ] [ 37 ] [ 38 ] [ 39 ] |
| Malmö FF               | 2005               | Allsvenskan        | 12      | 4    | 1             | 1             | 8                  | 7                  | 21      | 12     | [ 19 ] [ 209 ] [ 58 ]                     |
| Malmö FF               | Totalt             | Totalt             | 52      | 8    | 8             | 3             | 10                 | 7                  | 70      | 18     |                                           |
| Halmstads BK (lån)     | 2004               | Allsvenskan        | 26      | 14   | 3             | 3             | 2                  | 0                  | 31      | 17     | [ 19 ] [ 210 ] [ 58 ]                     |
| Ajax                   | 2005/2006          | Eredivisie         | 31      | 12   | 4             | 0             | 8                  | 2                  | 43      | 14     | [ 72 ] [ 73 ] [ 74 ] [ 75 ] [ 76 ]        |
| Ajax                   | 2006/2007          | Eredivisie         | 9       | 0    | 1             | 2             | 5                  | 3                  | 15      | 5      | [ 80 ] [ 79 ]                             |
| Ajax                   | Totalt             | Totalt             | 40      | 12   | 5             | 2             | 13                 | 5                  | 58      | 19     |                                           |
| Werden Bremen          | 2006/2007          | Bundesliga         | 14      | 8    | 0             | 0             | —                  | —                  | 14      | 8      | [ 80 ] [ 72 ]                             |
| Werden Bremen          | 2007/2008          | Bundesliga         | 30      | 14   | 4             | 1             | 11                 | 1                  | 45      | 16     | [ 80 ] [ 72 ]                             |
| Werden Bremen          | 2008/2009          | Bundesliga         | 29      | 7    | 5             | 5             | 13                 | 1                  | 47      | 13     | [ 72 ] [ 106 ]                            |
| Werden Bremen          | 2009/2010          | Bundesliga         | 17      | 1    | 1             | 0             | 6                  | 3                  | 24      | 4      | [ 72 ]                                    |
| Werden Bremen          | 2010/2011          | Bundesliga         | 0       | 0    | 0             | 0             | 1                  | 1                  | 1       | 1      | [ 72 ]                                    |
| Werden Bremen          | 2011/2012          | Bundesliga         | 33      | 10   | 1             | 1             | —                  | —                  | 34      | 11     | [ 72 ]                                    |
| Werden Bremen          | Totalt             | Totalt             | 123     | 40   | 11            | 7             | 31                 | 6                  | 165     | 53     |                                           |
| Werder Bremen II       | 2006/2007          | Regionalliga       | 2       | 0    | —             | —             | —                  | —                  | 2       | 0      | [ 80 ] [ 72 ]                             |
| Racing Santander (lån) | 2010/2011          | La Liga            | 33      | 9    | 2             | 0             | —                  | —                  | 35      | 9      | [ 72 ]                                    |
| West Bromwich Albion   | 2012/2013          | Premier League     | 24      | 0    | 3             | 0             | —                  | —                  | 27      | 0      | [ 72 ]                                    |
| West Bromwich Albion   | 2013/2014          | Premier League     | 4       | 0    | 2             | 0             | —                  | —                  | 6       | 0      | [ 72 ]                                    |
| West Bromwich Albion   | Totalt             | Totalt             | 28      | 0    | 5             | 0             | —                  | —                  | 33      | 0      |                                           |
| Malmö FF               | 2014               | Allsvenskan        | 28      | 15   | 4             | 2             | 12                 | 7                  | 44      | 24     | [ 72 ]                                    |
| Malmö FF               | 2015               | Allsvenskan        | 28      | 11   | 4             | 2             | 10                 | 3                  | 42      | 16     | [ 72 ]                                    |
| Malmö FF               | 2016               | Allsvenskan        | 22      | 8    | 6             | 3             | —                  | —                  | 28      | 11     | [ 72 ]                                    |
| Malmö FF               | 2017               | Allsvenskan        | 24      | 7    | 0             | 0             | 1                  | 1                  | 25      | 8      | [ 72 ]                                    |
| Malmö FF               | 2018               | Allsvenskan        | 27      | 13   | 6             | 2             | 13                 | 4                  | 46      | 19     | [ 72 ]                                    |
| Malmö FF               | 2019               | Allsvenskan        | 27      | 13   | 1             | 0             | 14                 | 8                  | 42      | 21     | [ 72 ]                                    |
| Malmö FF               | Totalt             | Totalt             | 156     | 67   | 21            | 9             | 50                 | 23                 | 227     | 99     |                                           |
| Totalt i karriären     | Totalt i karriären | Totalt i karriären | 460     | 150  | 55            | 24            | 106                | 41                 | 621     | 215    |                                           |

1. ↑  Matcher i Uefacupen 2003/2004 mot Portadown och Sporting Lissabon.
2. 1 2 3  Matcher och mål i Royal League 2004/2005.
3. 1 2  Matcher och mål i Champions League 2005/2006.
4. 1 2  Två matcher i Champions League 2006/2007 och tre matcher samt tre mål i Uefacupen 2006/2007.
5. 1 2  Tre matcher och ett mål i DFB-Pokal samt en match i Ligacupen.
6. 1 2  Sju matcher och ett mål i Champions League 2007/2008 samt fyra matcher i Uefacupen 2007/2008.
7. 1 2  Sex matcher och ett mål i Champions League 2008/2009 samt sju matcher i Uefacupen 2008/2009.
8. 1 2  Matcher och mål i Europa League 2009/2010.
9. 1 2  Match och mål i Champions League 2010/2011.
10. ↑  Två matcher i Ligacupen och en match i FA-cupen.
11. 1 2  Matcher och mål i Champions League 2014/2015.
12. 1 2  Matcher och mål i Champions League 2015/2016.
13. 1 2  Match och mål i Champions League 2017/2018.
14. 1 2  Fem matcher och ett mål i Champions League 2018/2019 samt åtta matcher och tre mål i Europa League 2018/2019.
15. 1 2  Två matcher i Europa League 2018/2019 samt 12 matcher och åtta mål i Europa League 2019/2020.

### Landslag
Källa:
| Landslag              | År     | Matcher | Mål |
| --------------------- | ------ | ------- | --- |
| Sveriges U21-landslag | 2002   | 1       | 0   |
| Sveriges U21-landslag | 2003   | 1       | 0   |
| Sveriges U21-landslag | 2004   | 7       | 3   |
| Totalt                | Totalt | 9       | 3   |
| Sverige               | 2005   | 6       | 3   |
| Sverige               | 2006   | 6       | 1   |
| Sverige               | 2007   | 7       | 2   |
| Sverige               | 2008   | 7       | 0   |
| Sverige               | 2009   | 4       | 0   |
| Sverige               | 2010   | 0       | 0   |
| Sverige               | 2011   | 0       | 0   |
| Sverige               | 2012   | 3       | 0   |
| Totalt                | Totalt | 33      | 6   |

### Landslagsmål
Målen och resultaten listas i Sverige-favör.
| Nr | Datum             | Arena                          | Motståndare   | Mål | Resultat | Tävling                 |
| -- | ----------------- | ------------------------------ | ------------- | --- | -------- | ----------------------- |
| 1. | 22 januari 2005   | The Home Depot Center, Carson  | Sydkorea      | 1–1 | 1–1      | Vänskapsmatch           |
| 2. | 17 augusti 2005   | Ullevi, Göteborg               | Tjeckien      | 2–1 | 2–1      | Vänskapsmatch           |
| 3. | 12 november 2005  | Seoul World Cup Stadium, Seoul | Sydkorea      | 2–2 | 2–2      | Vänskapsmatch           |
| 4. | 6 september 2006  | Ullevi, Göteborg               | Liechtenstein | 3–1 | 3–1      | Kvalspelet till EM 2008 |
| 5. | 6 juni 2007       | Råsunda fotbollsstadion, Solna | Island        | 4–0 | 5–0      | Kvalspelet till EM 2008 |
| 6. | 12 september 2007 | Stadion Pod Goricom, Podgorica | Montenegro    | 1–1 | 2–1      | Vänskapsmatch           |

## Meriter

### Klubblag
Ajax
- KNVB Cup: 2005/2006
- Johan Cruijff Schaal: 2006

Werder Bremen
- DFB-Pokal: 2008/2009

Halmstads BK
- Allsvenskan
  - Stort silver: 2004

Malmö FF
- Allsvenskan
  - Guld: 2014, 2016, 2017
  - Stort silver: 2002, 2019
  - Litet silver: 2003, 2018
- Svenska Supercupen: 2014

### Individuella
- Skyttekung i Allsvenskan: 2004
- Årets anfallare i Allsvenskan: 2014[140]
- Årets mest värdefulla spelare i Allsvenskan: 2014[140]
- Utsedd till Årets skåning: 2015[213]